# Picolo
Pour les articles homonymes, voir Piccolo.
Picolo est le nom d'un personnage créé par Paul Buissonneau pour Radio-Canada.
Picolo est le titre éponyme de plusieurs séries d’émissions ayant Paul Buissonneau dans le rôle-titre diffusées sur la chaîne de la télévision de Radio-Canada.
Pendant plusieurs années, même dans les sources officielles, nous retrouvons[style à revoir] l’orthographe Picolo ou Piccolo.

## Origine du personnage
Tout commence pendant l’été 1956, alors que Fernand Doré demande à Paul Buissonneau d’écrire les textes de la série Picolo et de personnifier le rôle titre. Dans cette série de 13 émissions, Picolo s’entretient avec des personnages des contes de fée (Barbe bleue, le Petit Chaperon rouge, Le Chat botté, Cadet Rousselle, Le Petit Poucet, La mère Michel, , etc.). Dans cette série se retrouvent également Claude Préfontaine et Gilles Gauthier.
Le costume est réalisé à partir d’un dessin de Françoise Charbonneau.
Par la suite, dès la saison 1956-1957, Picolo devient également un personnage de La Boîte à Surprise. Il y abordera les thèmes de la Commedia Dell'Arte avec Polichinelle, Arlequin, etc..
Toujours dans le cadre de La Boîte à Surprise, une autre série de 33 épisodes portant sur les régions de France est réalisée.
Paul Buissonneau crée une troisième série, dans le cadre de La Boîte à Surprise avec Picolo Picolo et les objets. C’est une émission de 15 minutes. Elle est rediffusée en matinée les mercredis 17 et 24 mai 1967.
La description de « Ici Radio-Canada : télé-horaire de la télévision » est : « Clown étrange, mi-Pierrot, mi-Arlequin, Piccolo sait parler aux objets qui l’entourent et les faire parler. Avec Paul Buissonneau. »
Le coffret DVD Tiens!  Mais c’est Picolo Tome 1, distribué par Imavision en 2007, comprend quelques extraits des chansonnettes de Picolo et les objets.
Parallèlement, Paul Buissonneau interprète son personnage de Picolo à La Roulotte de la ville de Montréal.
À compter du 18 octobre 1967, dans le cadre de La Boîte à Surprise, se déroule la série d'épisodes d'une demi-heure Picolo, qui pouvait être présentée également sous le nom de « Picolo et Michel » lorsque Michel le Magicien était présent. Avec Paul Buissonneau dans le rôle de Picolo, Michel Cailloux dans le rôle de Michel le Magicien, Pantalon, le Docteur, Colombine et le Capitaine.
De 1968 à 1971, Picolo devient une série d'épisodes d'une demi-heure reprenant les grands thèmes de la Commedia Dell’Arte. Avec Pantalon, le Docteur, Colombine et le Capitaine. Michel le magicien fera également partie de la distribution. Les épisodes de la période 1967-1968 de La Boîte à Surprise ont été intégrés dans la série Picolo.
Durant la même période est produit Picolo Musique, un montage d’intermèdes musicaux mettant en vedette Picolo. Par la suite, les intermèdes musicaux seront diffusés, individuellement, à différentes heures, entre deux émissions, pendant plusieurs années.
Toutes formes de publicités furent retirées des Émissions de télévision pour enfant. Il fallait donc combler les vides laissés par ces publicités absentes. Il y avait, sur disque, des répertoires entiers de courts extraits de musiques classiques célèbres, débarrassés de tous droits. Paul Buissonneau a donné libre cours à son imaginaire pour faire vivre à son personnage Piccolo des petites aventures suscitées par la musique... Ces intermèdes ont donc figuré dans les émissions jeunesses régulièrement à l'antenne à la place des publicités. Ils furent effectivement regroupés à l'occasion de trois émissions spéciales. Ils étaient tournés sur film et ont disparu.
En 1980 le Théâtre de Piccolo (Le nom Piccolo est écrit avec 2 C) est créé au sein du Théâtre de Quat'sous. Cette fois, cependant, c'est Bernard Meney qui personnifiera Piccolo. La production sera diffusée sur la chaîne de Télé-Métropole le 25 décembre 1981.
Au mois de novembre 2010, la Ville de Montréal inaugure une murale en hommage à Paul Buissonneau à l’angle des rues Ontario et Beaudry. La murale représentant le personnage de Picolo de La Boîte à Surprise a été conçue par l’artiste Laurent Gascon. Elle mesure 227 pieds carrés (environ 21 mètres carrés) et elle est composée d’une mosaïque de céramique aux couleurs vives.

## Liste des épisodes incluant la période deLa Boîte à Surprisede 1967-1968
1. Le Philtre d’amour. Diffusion : le jeudi 16 novembre 1967, à 16:30.
2. Une histoire de poissons. Diffusion : le jeudi 23 novembre 1967, à 16:30.
3. La Maison des oiseaux. Diffusion : le jeudi 30 novembre 1967, à 16:30.
4. La Pouponnière. Diffusion : le jeudi 7 décembre 1967, à 16:30.
5. L’Apprenti sorcier. Diffusion : le jeudi 14 décembre 1967, à 16:30.
6. La Bûche de Noël. Diffusion : le jeudi 21 décembre 1967, à 16:30.
7. Le Restaurant du coin. Diffusion : le jeudi 28 décembre 1967, à 16:30.
8. Il était un p’tit cordonnier. Diffusion : le jeudi 18 janvier 1968, à 16:30.
9. Le Robot vendeur. Diffusion : le jeudi 25 janvier 1968, à 16:30.
10. Le Sarcophage égyptien. Diffusion : le jeudi 1er février 1968, à 16:30.
11. Un tour de cochon. Diffusion : le jeudi 8 février 1968, à 16:30.
12. Le Vin de cerises. Pantalon et le docteur fabriquent du vin de cerises mais ne veulent pas en donner à Picolo. Ce dernier leur donnera une bonne leçon. Diffusion : le jeudi, le 15 février 1968, à 16:30.
13. Le Présent du sultan. Diffusion : le jeudi 29 février 1968, à 16:30.
14. Le Valet de service. Diffusion : le jeudi 4 juillet 1968, à 16:30.
15. Le Trésor des Papages. Diffusion : le jeudi 1er août 1968, à 16:30.
16. Le Cirque Pantalon. Dans cet épisode, Gaétan Labrèche tient le rôle du Capitan. Diffusion : le lundi 14 octobre 1968, à 16:30.
17. Le Cinéma. Le docteur et Pantalon font du cinéma, mais ont oublié d’engager une vedette pour tenir le rôle principal. Picolo sera engagé car il sait pleurer : Il a en cachette utilisé des oignons. Diffusion : le lundi 21 octobre 1968, à 16:30.
18. Le crocodile s’est échappé. Le docteur a inventé un nouveau système pour guérir les victimes d’hallucinations. Mais un crocodile s’est échappé du zoo. Diffusion : le lundi 28 octobre 1968, à 16:30.
19. Le Salon de beauté. Le docteur assisté de Picolo a ouvert un salon de beauté. Pantalon et le capitaine de police, qui veulent tous les deux séduire Colombine, se rendent au salon. Le résultat est catastrophique. Albert Millaire tient le rôle du Capitaine. Diffusion : le lundi 4 novembre 1968, à 16:30.
20. Pantalon exterminateur. Picolo élève des mouches. Le docteur, qui les a en horreur, l’envoie chez Pantalon chercher un vaporisateur à insecticides. Diffusion : le lundi 11 novembre 1968, à 16:30.
21. Le Faux Dentiste. Le docteur Macaroni ouvre un cabinet de dentiste. Pantalon lui propose, pour lui amener des clients, de vendre des bonbons spéciaux qui provoquent la carie dentaire. Diffusion : le lundi 18 novembre 1968, à 16:30.
22. Les Affamés. Picolo est mal nourri par son maître Pantalon. Il mange les provisions du docteur qui, à son tour, est affamé. Diffusion : le lundi 25 novembre 1968, à 16:30.
23. Le Téléphone. Le docteur installe un système de téléphone entre le bureau du chef de police et sa maison. Picolo s’ingénie à créer des dérangements sur la ligne. Diffusion : le lundi 2 décembre 1968, à 16:30.
24. L’Atelier de peinture. Le docteur a loué un atelier de peinture à un certain professeur Turlute. Il y exerce son art, assisté de Picolo. Diffusion : le lundi 9 décembre 1968, à 16:30.
25. La Vache électronique. Diffusion : le lundi 6 janvier 1969, à 16:30.
26. L’Agence matrimoniale. Diffusion : le lundi 31 mars 1969, à 16:30.
27. La Basse chantante. Diffusion : le mercredi 2 juillet 1969, à 16:30.
28. Le Cours du soir. Diffusion : le mercredi 30 juillet 1969, à 16:30.
29. Les Experts en cuisine. Diffusion : le mercredi 6 août 1969, à 16:30.
30. Le Procès. Pantalon demande à Picolo de garder ses canetons. Ce dernier décide de les libérer. Pantalon intente un procès contre Picolo afin de récupérer l’argent dû à la perte des canetons. Diffusion : le mercredi 13 août 1969, à 16:30.
31. Picolo jardinier. Diffusion : le mercredi 15 octobre 1969, à 16:30.
32. La Diète du docteur. Diffusion : le mercredi 22 octobre 1969, à 16:30.
33. Le Concours de beauté. Le journal « Le Pantalon pressé » organise un concours pour trouver le plus bel homme de la ville. Le docteur et le capitaine décident de se présenter au concours. Avec Albert Millaire dans le rôle du capitaine de police. Diffusion : le mercredi 29 octobre 1969, à 16:30.
34. La Grève des pommes. Le docteur Macaroni est pomiculteur et risque de perdre sa récolte, faute d’acheteur. Pantalon est dans les confitures et Turlute est son contremaître. Picolo et Colombine, las de se faire exploiter, font la grève. Le docteur est un médiateur. Diffusion : le mercredi 5 novembre 1969, à 16:30.
35. La Télévision de Colombie[10] ». Diffusion : le mercredi 12 novembre 1969, à 16:30.
36. Picolo astronaute. Le docteur Macaroni a trouvé devant sa porte une boîte contenant un nécessaire à vol spatial égaré par la NASA. Il décide, avec Turlutte, de l’utiliser pour mettre Picolo en orbite. Diffusion : le mercredi 19 novembre 1969, à 16:30.
37. Picolo et la tarte au sucre. Diffusion : le mercredi 26 novembre 1969, à 16:30.
38. Les Insomnies de Pantalon. Diffusion : le jeudi 3 décembre 1969, à 16:30.
39. Le Charcutier modèle. Diffusion : le mercredi 10 décembre 1969, à 16:30.
40. La musique adoucit les mœurs. Le docteur et Pantalon se dérangent l’un et l’autre en augmentant le volume du son de leur télévision. Il en résulte une escalade que le capitaine (Albert Millaire) doit interrompre par la promulgation d’une nouvelle loi contre le bruit. Picolo et Colombine décident de se faire troubadours pour chanter l’harmonie entre les hommes. Diffusion : le mercredi 17 décembre 1969, à 16:30.
41. Le Nez du docteur. Le docteur est bien embarrassé. Il s’est réveillé avec un gros nez. La veille, il avait lu l’histoire de Pinocchio. Diffusion : le mercredi 8 avril 1970, à 16:30.
42. Le Barbier de sa ville. Diffusion : le mercredi 15 avril 1970, à 16:30.
43. Le Violon de Colombine. Diffusion : le mercredi 22 avril 1970, à 16:30.
44. La Maison à vendre. Diffusion : le mercredi 29 avril 1970, à 16:30.
45. Les Vacances du docteur. Pantalon profite des vacances du docteur pour vider son réfrigérateur avec le capitaine de police. Picolo et Colombine décident de les faire prendre au piège. Diffusion : le jeudi 1er octobre 1970, à 16:30.
46. Le Gorille à gogo. Pantalon vend des fruits. Le docteur Macaroni est au régime de bananes. La présence d’un cirque en ville agace Pantalon et Macaroni. Picolo leur fait croire que le gorille du cirque s’est échappé. Avec Lionel Villeneuve. Diffusion : le jeudi 8 octobre 1970, à 16:30.
47. La Maxi-lessiveuse. Pantalon fait la démonstration de sa nouvelle maxi-lessiveuse avec les rideaux du docteur. Le lavage terminé, les rideaux ont disparu. Avec Lionel Villeneuve. Diffusion : le jeudi 15 octobre 1970, à 16:30.
48. Pantalon moustique. Pantalon est pris d’une folie subite et grave : il prend tout le monde pour des insectes. Avec Lionel Villeneuve. Diffusion : le jeudi 22 octobre 1970, à 16:30.
49. L’École de conduite. Colombine se promène en carrosse, et Picolo sur sa nouvelle moto. Pantalon décide de fonder pour ces jeunes une école de conduite. Avec Ronald France. Diffusion : le jeudi 5 novembre 1970, à 16:30.
50. La Pollution. La voiture de Pantalon enfume tellement que Colombine doit laver ses rideaux. Elle utilise un détersif qui fait mourir la carpe que Pantalon pêche. Diffusion : le jeudi 12 novembre 1970, à 16:30.
51. L’Abominable Oignon grimpant carnivore. Macaroni est devenu pédicure. Pantalon a un oignon sur son pied gauche. On décide que l’oignon doit être mené à terme dans son milieu naturel et on transplante le pied et l’oignon de Pantalon dans un pot. Diffusion : le jeudi 19 novembre 1970, à 16:30.
52. Les Cours de culture. Le docteur Macaroni reçoit une lettre lui annonçant l’octroi des fonds nécessaires à l’ouverture d’un centre culturel. Lorsque le chèque arrive il est accompagné d’un personnage qui est le directeur nommé par les autorités. Avec Ronald France (le capitaine de police)  et Gaétan Labrèche (le directeur du centre culturel). Diffusion : le jeudi 3 décembre 1970 à 16:30.
53. Petit Pantalon Noël[11] ». Picolo et Colombine informent le Père Noël que le plus beau cadeau qu’il puisse leur faire est de venir les visiter lui-même en personne. Leur missive est interceptée par Pantalon qui décide avec le docteur que les enfants ne doivent pas être déçus. Diffusion : le jeudi 24 décembre 1970, à 16:30.
54. L’Armée du salut. L’Armée du salut décide de distribuer gratuitement la galette des Rois à tous les infortunés de la ville. Pantalon s’y oppose, parce que ces galettes doivent venir de la pâtisserie où il emploie Picolo et Colombine. Diffusion : le jeudi 31 décembre 1970, à 16:30.
55. La Fête chez Colombine. Diffusion : le jeudi, 21 janvier 1971, à 16:30.
56. Picolo, l'enfant prodigue. Diffusion : le jeudi 28 janvier 1971, à 16:30.
57. Un bain de culture. Picolo chante sous la douche. Le Docteur et Pantalon veulent utiliser le talent de ce grand artiste, en montant l’opéra Carmen de Bizet. Des problèmes surgissent parce que Picolo n’a pas de voix, ailleurs que dans sa baignoire. Que faire ? Diffusion : le jeudi 4 février 1971, à 16:30.
58. Panta Napoléon[12] ». Diffusion : le jeudi 11 février 1971, à 16:30.
59. L’École des premiers soins. Le docteur Macaroni décide d’ouvrir une école de premiers soins. Tous ses amis suivent le cours. Picolo réussit à immobiliser tout le monde en donnant les premiers soins. Diffusion : le jeudi 18 février 1971, à 16:30.
60. À la mode. Pantalon persuade Colombine que son avenir est celui de mannequin de haute couture. Diffusion : le jeudi 25 février 1971, à 16:30.
61. La Charge de l’orignal décapotable. Les enfants ont décidé de se fabriquer un costume d’Halloween. Ils choisissent l’orignal. Picolo et Colombine revêtent leurs costumes. Pantalon pratique l’appel à l’orignal avec le capitaine. Diffusion : le jeudi 11 mars 1971, à 16:30.
62. La Lame chantante. Diffusion : le mercredi 2 juin 1971, à 16:30.
63. Picolo docteur. Diffusion : le mercredi 9 juin 1971, à 16:30.
64. L’Imprésario. Diffusion : le mercredi 7 juillet 1971, à 16:30.
65. La Parade des sports. Diffusion : le vendredi 13 septembre 1974, à 16:30.
66. La Pizza macaroni. Diffusion : le mardi 22 juillet 1975, à 16:30.

## Picolo et Michel
Durant la saison 1967-1968 de La Boîte à Surprise, les épisodes suivants pouvaient être présentés sous le nom de la série Picolo ou Picolo et Michel:
- Le Vin de cerises
- La Maison des oiseaux
- La Pouponnière
- Le Valet de service
- L’Apprenti-sorcier
- Le Restaurant du coin
- Le Sarcophage égyptien
- Il était un p'tit cordonnier
- Le Robot vendeur
- Le Trésor des Papages

Tous ces épisodes ont la particularité d'avoir été coscénarisés par Michel Cailloux et Paul Buissonneau et d'avoir la présence de Michel le magicien dans la distribution. Le générique reste celui de la série Picolo.
Michel Cailloux a également coscénarisé les épisodes Le procès et Le crocodile s’est échappé. Mais Michel le Magicien n'est pas présent.

## Distribution
- Paul Buissonneau : Picolo
- Michel Cailloux : Michel le Magicien
- Victor Désy : Le professeur Turlute ou Turlutte, selon les sources
- Ronald France : Capitaine
- Guy L'Écuyer : Docteur Macaroni
- Yves Massicotte : Pantalon
- Albert Millaire : Capitaine
- Christine Olivier : Colombine

## Scénarisation
- Paul Buissonneau
- Michel Cailloux
- Marc-F. Gélinas

## Réalisation
- Jean-Guy Benjamin
- Francine Bordeleau
- Guy Gaucher
- Rolland Guay
- Micheline Latulippe
- Hélène Roberge

## Musique
- Herbert Ruff

## Théâtre de Piccolo
Après une série de représentations au Théâtre de Quat'sous, c'est devant public que Télé-Métropole produit et diffuse le 25 décembre 1981 le Théâtre de Piccolo (Piccolo écrit avec 2 "c".).
Résumé du spectacle : Pantalon est directeur d'un cirque Le Cirque Pantalon. Il veut faire une tournée mais il n'a pas de numéros pour son spectacle. Pour remédier à cette situation, Pantalon et le Docteur Macaroni préparent des répétitions de numéros pour le cirque (ventriloque, clown, l'homme scié en 2) et ils donnent constamment des ordres à Colombine et Piccolo qui de leur côté s'organisent pour tout faire échouer. Dans la deuxième partie du Théâtre de Piccolo, un crocodile s'est échappé du parc zoologique. Colombine et Piccolo en profitent pour jouer un bon tour à Pantalon et au Docteur Macaroni. C'est ainsi que Pantalon commence à voir des crocodiles partout. Croyant que ce dernier a des hallucinations, le Docteur Macaroni tente avec ses méthodes de guérir son malade. Dans un ultime effort pour guérir Pantalon, le Docteur Macaroni consent à suivre les conseils de Colombine et Piccolo qui suggèrent que Pantalon et le Docteur Macaroni se déguisent en crocodile. Et c'est ainsi déguisés qu'ils seront capturés par le Capitaine de police.
Les comédiens sont Bernard Meney (Piccolo), Pierre Lenoir (Pantalon), Lucie St-Cyr (Colombine), Jacques Thériault (Docteur Macaroni) et Mario Lirette (Capitaine de police). Texte et mise en scène : Paul Buissonneau. Avec la collaboration du Théâtre de Quat'sous. Production Télé-Métropole Inc. Copyright 1981. Durée: 54 minutes,

## Discographie et filmographie

### Vinyle
- Picolo, Disque London, MB-20, interprété par Paul Buissonneau, paroles de Paul Buissonneau, musiques de Herbert Ruff. Le dessin du recto de la pochette est signé Nicot[15]. Aucune année de production mais probablement 1960.
- Hey! Picolo, Fantel, FA 39405, interprété par Paul Buissonneau, paroles de Paul Buissonneau, musiques de Herbert Ruff. Aucune année de production mais probablement le début des années 1970.
- Picolo / Chiboukis, Fantel, FA 39412. La face A de ce disque correspond à la face B du disque Hey! Picolo. Sur la face B, Les Chiboukis qui était une émissions d'animation éducative.

### Cassette audio
- Picolo Écolo!, Coffragants, COF-11, texte et narration de Paul Buissonneau, avec les voix des comédiens Christine Olivier, Pascale Montpetit et Benoit Brière, 1996. Ce coffret contient deux contes de 15 minutes intitulé Monsieur Picbois et les allumettes et Le petit poisson poète.

### CD
- Picolo Tome 1, Coffragants, COF-011-CD, 2002 : même contenu que la cassette audio Picolo Écolo! réalisé en 1996, cependant les titres sont Monsieur Picbois et Le Saint-Laurent.

### DVD
- Radio-Canada : Cinquante ans de grande télévision jeunesse, Imavision, 2007 (incluant diverses séquences d’archives inédites en DVD, biographies, quiz et synopsis)
- Disque 2 : 1. Le Major Plum Pouding : La double trahison ; 2. La Souris verte : Le conte d’amateur ; 3. Picotine : La limonade miracle ; 4. Picolo : Le faux dentiste.
- Tiens!  Mais c’est Picolo Tome 1, Imavision, 10-1284, 2007.
- Volume 1 : Épisodes : 1. Le nez du docteur ; 2. L’orignal décapotable. Chansonnettes : 1. Histoire du fleuve St-Laurent ; 2. Histoire de la petite pomme et de la poire ; 3. Histoire de boules ; 4. Histoire d’un arbre ; 5. Histoire du papier.
- Volume 2 : Épisodes : 3. Les cours de culture ; 4. Cinéma. Chansonnettes : 6. Histoire de lunettes ; 7. Histoire d’autos ; 8. Histoire de moustique ; 9. Histoire d’un petit plumeau et d’une petite brosse ; La petite histoire du tabac.
- La Boîte à souvenirs : Volume 1, Classique jeunesse de Radio-Canada, 2008

## Récompense
- Le Jeu Picolo, produit par les Éditions Ici Radio-Canada en collaboration avec la Maison Héritage, a gagné une médaille d'argent, dans la catégorie des jeux éducatifs, au Deuxième Salon international des inventions et des techniques nouvelles qui s'est tenu à Genève[Quand ?]. Il avait été présenté par l'intermédiaire de l'organisme Invention Québec.